# NGC 3118
NGC 3118 ist eine Spiralgalaxie vom Hubble-Typ Sbc im Sternbild Leo Minor am Nordsternhimmel. Sie ist schätzungsweise 59 Millionen Lichtjahre von der Milchstraße entfernt und hat einen Durchmesser von etwa 45.000 Lj.

Im selben Himmelsareal befindet sich u. a. die Galaxie IC 2544.
Das Objekt wurde am 16. März 1884 von Édouard Stephan entdeckt.